# Olof Winnerstrand
Karl Olof Magnus Winnerstrand, né le 26 août 1875 à Stockholm (Suède), ville où il est mort le 16 juillet 1956, est un acteur suédois.

## Biographie
Très actif au théâtre où il débute en 1901, Olof Winnerstrand joue notamment à Stockholm au Vasateatern (1906-1918) et au théâtre dramatique royal (Kungliga Dramatiska Teatern en suédois, abrégé Dramaten, 1919-1949). Parmi ses pièces notables, mentionnons L'Hôtel du libre échange de Georges Feydeau et Maurice Desvallières (1911), Un mari idéal d'Oscar Wilde (première prestation au Dramaten, 1919), Knock ou le Triomphe de la médecine de Jules Romains (rôle-titre, 1924), Les Rivaux de Richard Brinsley Sheridan (1934), Le Roi de Gaston Arman de Caillavet, Robert de Flers et Emmanuel Arène (1943) et Mort d'un commis voyageur d'Arthur Miller (dernier rôle au Dramaten, 1949).
Pour sa contribution au théâtre, la médaille suédoise des arts et lettres dénommée Litteris et Artibus lui est décernée en 1934.
Au cinéma, il apparaît dans une cinquantaine de films suédois, les sept premiers (dont quatre courts métrages) muets entre 1920 et 1926. Parmi ses films parlants (le premier en 1932, le dernier en 1955, un court métrage), citons Quand la chair est faible de Per Lindberg (1940, avec Marianne Aminoff et Ingrid Bergman), Tourments d'Alf Sjöberg (1944, avec Stig Järrel et Alf Kjellin), La Femme sans visage de Gustaf Molander (1947, avec Alf Kjellin et Anita Björk) et Une leçon d'amour d'Ingmar Bergman (son avant-dernier film, 1954, avec Eva Dahlbeck et Gunnar Björnstrand).
Olof Winnerstrand meurt en 1956, à 80 ans.

## Théâtre à Stockholm (sélection)

Dans On ne peut jamais dire (1908),
avec son épouse Frida Winnerstrand

### Vasateatern (1906-1918)
- 1907 : Två gånger två är fem de Gustav Wied : Fredrik « Frida » Hamann
- 1908 : On ne peut jamais dire (en) (Man kan aldrig veta) de George Bernard Shaw : Dr Valentine
- 1910 : Penelope de William Somerset Maugham : Dr O'Farrel
- 1911 : L'Hôtel du libre échange (Spökhotellet) de Georges Feydeau et Maurice Desvallières : Maxime
- 1913 : La Présidente (Borgmästarinnan) de Maurice Hennequin et Pierre Veber : Octave Rosimond
- 1915 : Un fil à la patte (Ferdinands giftermål) de Georges Feydeau : Ignace de Fontanet
- 1916 : Les Honneurs de la guerre (Krigsäran) de Maurice Hennequin : le vicomte Stanislas
- 1917 : Caroline (Fru Carolines friare) de William Somerset Maugham : Rex Cunningham
- 1918 : Monsieur Beverley (Häxmastaren) de Georges Berr et Louis Verneuil : rôle-titre

### Dramaten (1919-1949)
- 1919 : Un mari idéal (En idealisk äkta man) d'Oscar Wilde : le vicomte Goring
- 1920 : Le Lit de la parade (Paradsängen) de Gunnar Heiberg : Julius
- 1921 : Mademoiselle ma mère (Resan till Le Havre) de Louis Verneuil : Julien de Moreuil
- 1922 : Scampolo de Dario Niccodemi : Tito Fanti
- 1923 : L'Importance d'être Constant (Mister Ernest) d'Oscar Wilde : Algernon Montford
- 1924 : Knock ou le Triomphe de la médecine (Knock) de Jules Romains : rôle-titre
- 1925 : Sainte Jeanne (Sankta Johanna) de George Bernard Shaw : un monsieur
- 1926 : Henri IV (Henrik IV) de Luigi Pirandello : le baron Tito Belcredi
- 1927 : Le Malade imaginaire (Den inbillade sjuke) de Molière : Argan
- 1928 : Le Dictateur (Diktatorn) de Jules Romains : le comte Murrey
- 1929 : Vient de paraître (Nyss utkommen!) d'Édouard Bourdet : Gilbert Maréchal
- 1930 : Topaze de Marcel Pagnol : Laurent Castel-Bénac
- 1931 : Art and Mrs Bottle (Fru Celias moral) de Benn W. Levy, décors et mise en scène d'Alf Sjöberg : Max
- 1932 : Mademoiselle (Fröken) de Jacques Deval : Lucien Galvoisier
- 1933 : La Femme en blanc (Damen i vitt) de Marcel Achard, mise en scène de Rune Carlsten : Rochenoire
- 1934 : Les Rivaux (Rivalerna) de Richard Brinsley Sheridan, mise en scène d'Alf Sjöberg : Bob Acres
- 1935 : Espoir (Trots allt) d'Henri Bernstein : Émile Goinart
- 1936 : La Dame fantôme (Spökdamen) de Pedro Calderón de la Barca : Don Juan
- 1937 : Week-end (Höfeber) de Noël Coward, mise en scène d'Alf Sjöberg : Richard Greatham
- 1938 : Spel på havet de Sigfrid Siwertz, mise en scène d'Alf Sjöberg : l'éditeur Valand
- 1939 : Dear Octopus (Guldbröllop) de Dodie Smith : Charles Randolph
- 1940 : Vous ne l'emporterez pas avec vous (Koppla av!) de George S. Kaufman et Moss Hart : Martin Vanderhof
- 1941 : Les hommes proposent (Gudarna le) d'A. J. Cronin : Richard Drewett
- 1942 : Swedenhielms de Hjalmar Bergman : Ericsson
- 1943 : Le Roi (Kungen) de Gaston Arman de Caillavet, Robert de Flers et Emmanuel Arène, mise en scène de Rune Carlsten : le marquis de Chamarande
- 1948 : La Sauvage (En vildfågel) de Jean Anouilh, mise en scène de Rune Carlsten : Hartman
- 1949 : Mort d'un commis voyageur (En handelsresandes död) d'Arthur Miller, mise en scène d'Alf Sjöberg : Charley

## Filmographie partielle
- 1926 : Giftas (sv) d'Olof Molander : Paul Rosenkrans
- 1932 : Modärna fruar (sv) d'Edvin Adolphson : Acke Holfert
- 1935 : Ungkarlspappan (sv) de Gustaf Molander : Comte Kristian Örnclou
- 1936 : Familjens hemlighet (sv) de Gustaf Molander : Commandant Arvid Ekman
- 1937 : Ryska snuvan de Gustaf Edgren
- 1938 : Blixt och dunder (en) d'Anders Henrikson : Comte Magnus-Gabriel Hägerskiöld
- 1939 : Emilie Högquist de Gustaf Molander : Baron Carl Gustaf von Brinkman
- 1940 : Quand la chair est faible (Juninatten) de Per Lindberg : le comte
- 1940 : La Famille Björck (sv) (Familjen Björck) d'Anders Henrikson : l'ingénieur Gösta Björck

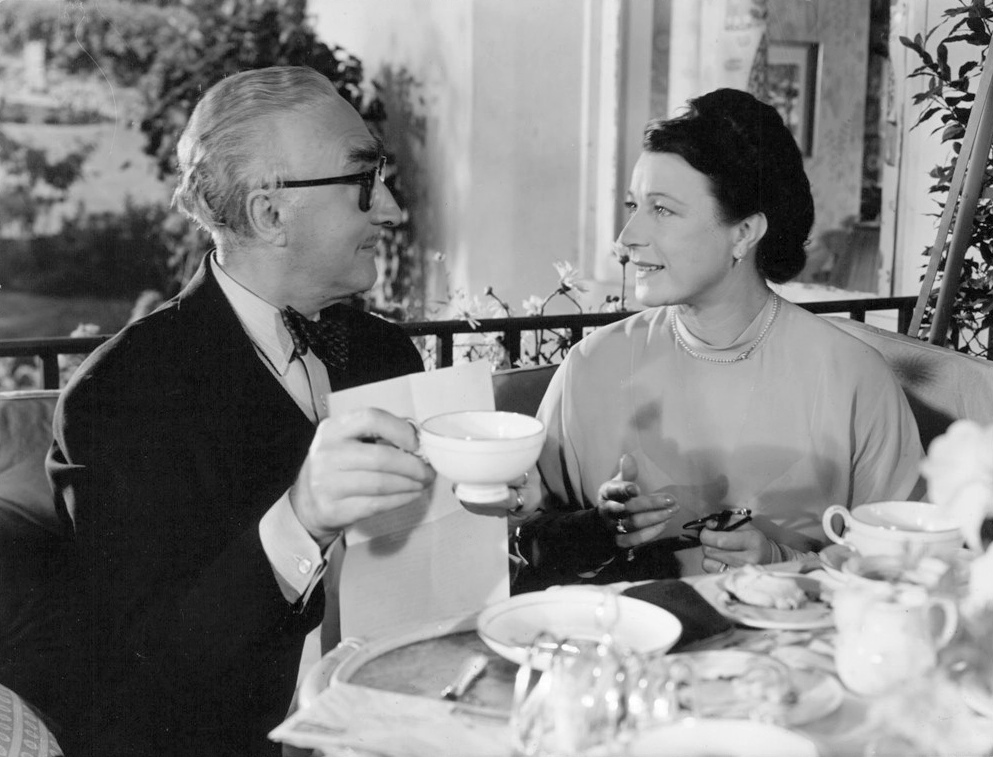
Dans Kärleken segrar (1949),
avec Ester Roeck-Hansen

- 1944 : Tourments (Hets) d'Alf Sjöberg : le proviseur
- 1944 : L'Empereur du Portugal (Kejsarn av Portugallien) de Gustaf Molander : Agrippa Prästberg
- 1946 : Medan porten var stängd (en) d'Hasse Ekman : Hugo Sjöwall
- 1946 : Begär (sv) d'Edvin Adolphson : le comptable Appelgren
- 1947 : La Femme sans visage (Kvinna utan ansikte) de Gustaf Molander : le directeur Grandé
- 1947 : En fluga gör ingen sommar (en) d'Hasse Ekman : l'éditeur Lovén
- 1948 : Musique dans les ténèbres (Musik i mörker) d'Ingmar Bergman : le vicaire Kerrman
- 1949 : Skolka skolan (sv) de Schamyl Bauman : le conférencier Paulus Bomvall
- 1949 : Kärleken segrar (sv) de Gustaf Molander : le directeur Albin Dahlman
- 1950 : Kastrullresan (sv) d'Arne Mattsson : l'oncle Öl
- 1950 : Kvartetten som sprängdes (sv) de Gustaf Molander : le directeur Olsén
- 1950 : Fästmö uthyres de Gustaf Molander
- 1951 : Min vän Oscar (sv) de Pierre Billon et Åke Ohberg (en) (version suédoise de Mon phoque et elles) : Claes-Herman Sundelius
- 1952 : Klasskamrater (sv) de Schamyl Bauman : le recteur Carl-Otto Johansson
- 1953 : Vi tre debutera (en) d'Hasse Ekman : le vieil éditeur de livres
- 1954 : Dans på rosor (sv) de Schamyl Bauman : le directeur de théâtre Anders Olander
- 1954 : Une leçon d'amour (En lektion i kärlek) d'Ingmar Bergman : le professeur Henrik Erneman

## Distinction
- 1934 : Médaille des arts et lettres Litteris et Artibus.